# Герман Мейбом
Герман Мейбом (23 серпня 1889 — 20 століття) — бельгійський плавець і ватерполіст.
Срібний призер Олімпійських Ігор 1908 року, бронзовий призер 1912 року.